# Georges Henri Roulleaux-Dugage
Pour les articles homonymes, voir Roulleaux-Dugage.
Georges Henri Maurice Christian Roulleaux-Dugage, né le 7 août 1881 à Rouellé et mort le 16 mars 1952 à Saint-Bômer-les-Forges (Orne), est une personnalité politique française, député de l'Orne de 1930 à 1942.

## Biographie
Il appartient à une famille de parlementaires :
- il est l’arrière-arrière-arrière-petit-fils de Beaumarchais ;
- son grand-père Henri Charles Roulleaux-Dugage (1802-1870) est préfet, président du conseil général de l’Orne, député bonapartiste puis de droite républicaine de 1852 à 1870 ;
- son père Georges Roulleaux-Dugage (1849-1887) est un industriel, député conservateur libéral, de 1885 à 1887 ;
- son frère Henri Georges Roulleaux-Dugage (1879-1932) est député de 1910 à 1930.

Il fréquente le lycée Condorcet et reçoit une éducation artistique, achevée par plusieurs voyages en Europe et autour du monde. Il est maire de Saint-Bômer-les-Forges de 1919 à 1944. Son frère démissionnant de son poste de député pour raison de santé, il le remplace et est élu au sein de l’Union républicaine démocratique (droite), puis réélu en 1932 et 1936 lors du Front populaire sous l'étiquette Fédération républicaine (alors droite républicaine relativement modérée sous l'égide de Louis Marin).
Il fait peu de propositions de loi, mais intervient sur des sujets très variés en matière de relations internationales ou sur les questions industrielles et agricoles.
Il vote avec la très large majorité de la Chambre l’attribution des pouvoirs constituants au maréchal Pétain, le 10 juillet 1940.
Durant l'occupation, il organise dès 1942 au sein de sa mairie un service de faux papiers au profit de familles juives réfugiées localement et accueille en 1943 dans sa propriété de la Bérardière les services médicaux de l'hôpital de Flers, alors bombardé. Son fils, Henry-Jean, est incarcéré en 1943 à Fresnes en tant que membre du réseau parisien de résistance Orion. 
Il est déclaré inéligible en 1944 comme la plupart de ses collègues députés ayant voté pour, son neveu Jacques Roulleaux-Dugage, maire de Rouellé, étant élu pour le remplacer en tant que député en 1945 lors de l'élection de l'Assemblée nationale constituante, puis battu l'année suivante dans un contexte de recomposition du paysage politique français de l'après-guerre.
Ayant rendu ses comptes d'élu républicain, il n'a pas été inquiété durant la période d'épuration.

## Article lié
- Roulleaux-Dugage

## Source
- « Georges Henri Roulleaux-Dugage », dans le Dictionnaire des parlementaires français (1889-1940), sous la direction de Jean Jolly, PUF, 1960 [détail de l’édition]
- « Georges Henri Roulleaux-Dugage », sur Sycomore, base de données des députés de l'Assemblée nationale, consultée le 06/09/2012